# Figueira (Proença-a-Nova)
Figueira (Portugiesisch für: Feigenbaum) ist ein portugiesisches Dorf in der Gemeinde (Freguesia) von Sobreira Formosa, im Kreis (Concelho) von Proença-a-Nova.

## Geografie
Figueira liegt 2 km südlich von Sobreira Formosa, etwa 10 km östlich der Kreisstadt Proença-a-Nova, und etwa 40 km westlich der Distrikthauptstadt Castelo Branco.

## Kultur und Sehenswürdigkeiten
Das Dorf ist eines der traditionellen Schiefer-Dörfer der Region und gehört zur Route der überregional beworbenen Aldeias do Xisto. Es zeichnet sich durch seine erhalten gebliebene Bausubstanz aus. Ausgeschilderte Wanderwege durch die nahezu unberührte Natur der Umgebung sind angelegt, und in der Nähe liegt das Flussbad Praia Fluvial da Froia.
Im Ort ist einer der Läden (port.: Lojas) der Aldeias do Xisto eingerichtet, und mit der Casa da Ti´Augusta wird im Ort ein Restaurant und eine Herberge des Turismo rural geführt. Im Haus finden gelegentlich auch Darbietungen statt, etwa ein Konzert von Rob Brown und Daniel Levin am 14. November 2012 im Rahmen des Jazz-Festivals Ciclo de Jazz das Aldeias do Xisto.